# Václav Levý
Václav Levý (14. září 1820, Nebřeziny u Plas – 30. dubna 1870, Praha) byl český sochař, zakladatel „moderního“ českého sochařství a učitel sochaře Josefa Myslbeka. V jeho díle se snoubí raně romantické a vlastenecky orientované skalní plastiky (Klácelka, Blaník) s monumentálními a poetickými plastikami (Adam a Eva), které překračují dobový akademismus a kladou později rozvíjené základy českého národního sochařství.

## Život
Václav Levý se narodil 14. září 1820 v Nebřezinách u Plas jako syn obuvníka Vincence Levého a matky Doroty, rozené Tupé, dcery koláře z Plas. Ve dvou letech se rodina přestěhovala do Kožlan, kde se již usadila natrvalo. Zde se utvářel talent mladého hocha především v řezbářství inspirovaném silným náboženským zanícením (vypráví se, že v deseti letech vyřezal dvě sošky Panny Marie, Madonu a krucifix). Se svým uměleckým zájmem však nenalezl pochopení u rodičů, kteří jej nechali vyučit truhlářem. Na naléhání kožlanského faráře Weingärtnera byl dán na výchovu do kláštera v Plzni a později k Augustiniánům do Lnář, kde se měl stát fráterem kuchařem. Odtud byl poslán k vyučení do Drážďan.
Po odjezdu z Drážďan se náhodně setkal s mecenášem umění, velkostatkářem Antonínem Veithem. Dvaadvacetiletý v roce 1844 vstoupil do jeho služeb jako kuchař na zámku v Liběchově u Mělníka. Jeho sochařský talent nezůstal utajen před řadou hostů z uměleckých kruhů, kteří velkostatkáře navštěvovali. Na radu malíře Josefa Navrátila byl poslán na vyučenou k sochaři Františku Linnovi ml. do Prahy. S ohledem na to, že Linn byl pouze podprůměrný sochař Prachnerovy školy, nemohl se zde mnoho nového naučit a záhy se vrací zpět do Liběchova. Zde počátkem roku 1845 na podnět Veithova knihovníka, brněnského augustiniána profesora Františka Matouše Klácela, vytvořil reliéfní výzdobu Klácelky v lese na stráni nad Liběchovem. Inspirací se mu stala Klácelova satirická báseň „Ferina Lišák“ a je pravděpodobné, že Klácel přímo ovlivňoval ztvárnění díla.
Úspěšné provedení Klácelky podnítilo Veitha, aby jej na konci roku 1845 poslal na studia do Akademie v Mnichově k jednomu z nejuznávanějších sochařů, profesoru Ludwigu Schwanthalerovi. Školil se také u Max von Widnmanna, který se roku 1849 stal profesorem Akademie po Schwanthalerovi. V Mnichově se vyškolil v klasicistním akademismu a již po roce se stal korektorem v Schwanthalerově škole. Sám Schwanthaler jej považoval za svého nejlepšího žáka. Z mnichovského období pochází socha Lumír(1848) a sousoší Adama a Evy z roku 1849.
Koncem roku 1849 se vrátil do Liběchova a zde v roce 1850 pokračoval ve výzdobě Klácelky – tentokráte tesal národní motivy z českých dějin – Blaník – Jana Žižku, Prokopa Holého atd. Při rekonstrukci zákupského zámku, prováděné v letech 1850–1853 se podílel na sochařské výzdobě zámecké kaple. Spolupracoval při tom s malířem Josefem Navrátilem také na zámku v Ploskovicích.

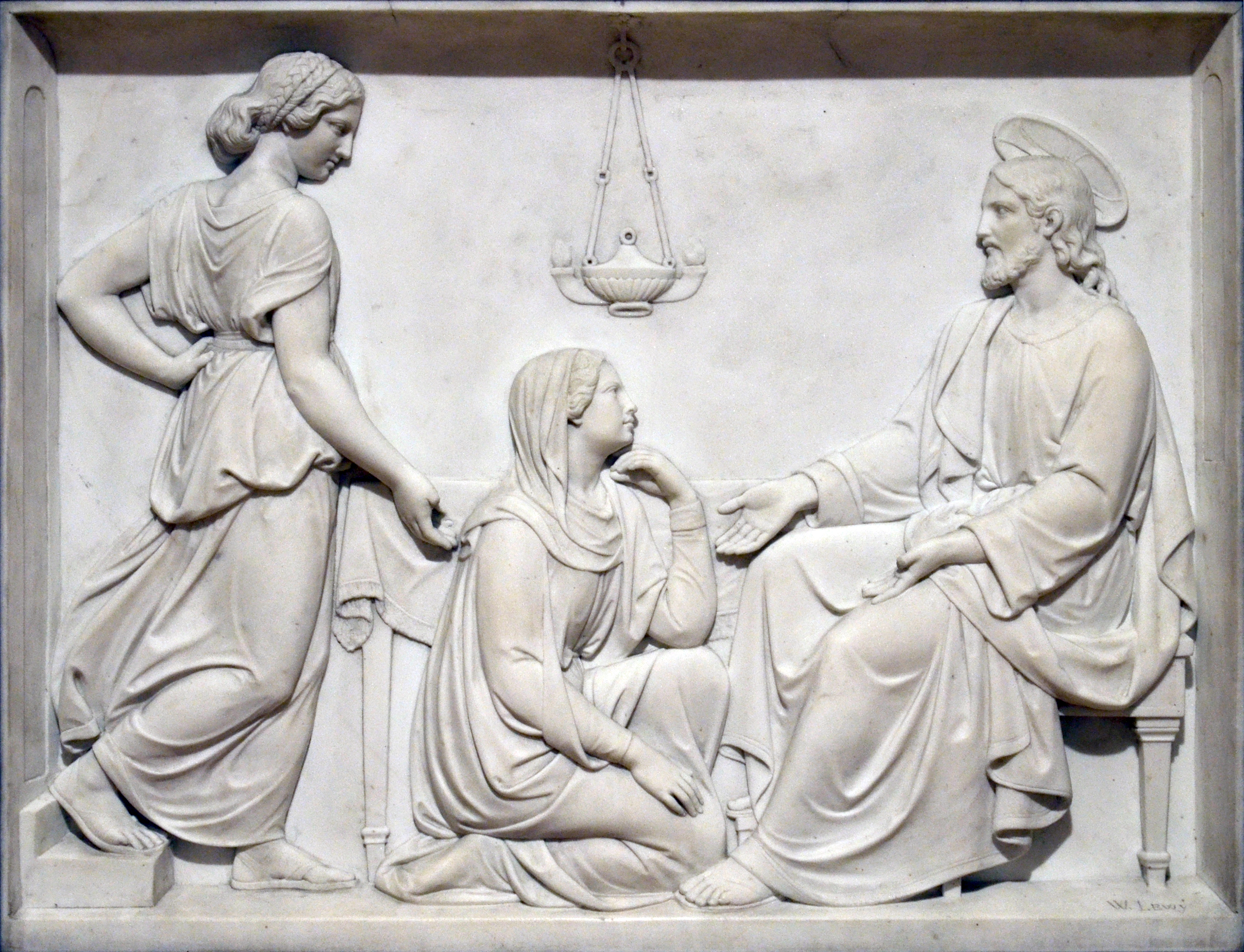
Václav Levý, Kristus u Marie a Marty 1858 (mramor), Národní galerie v Praze

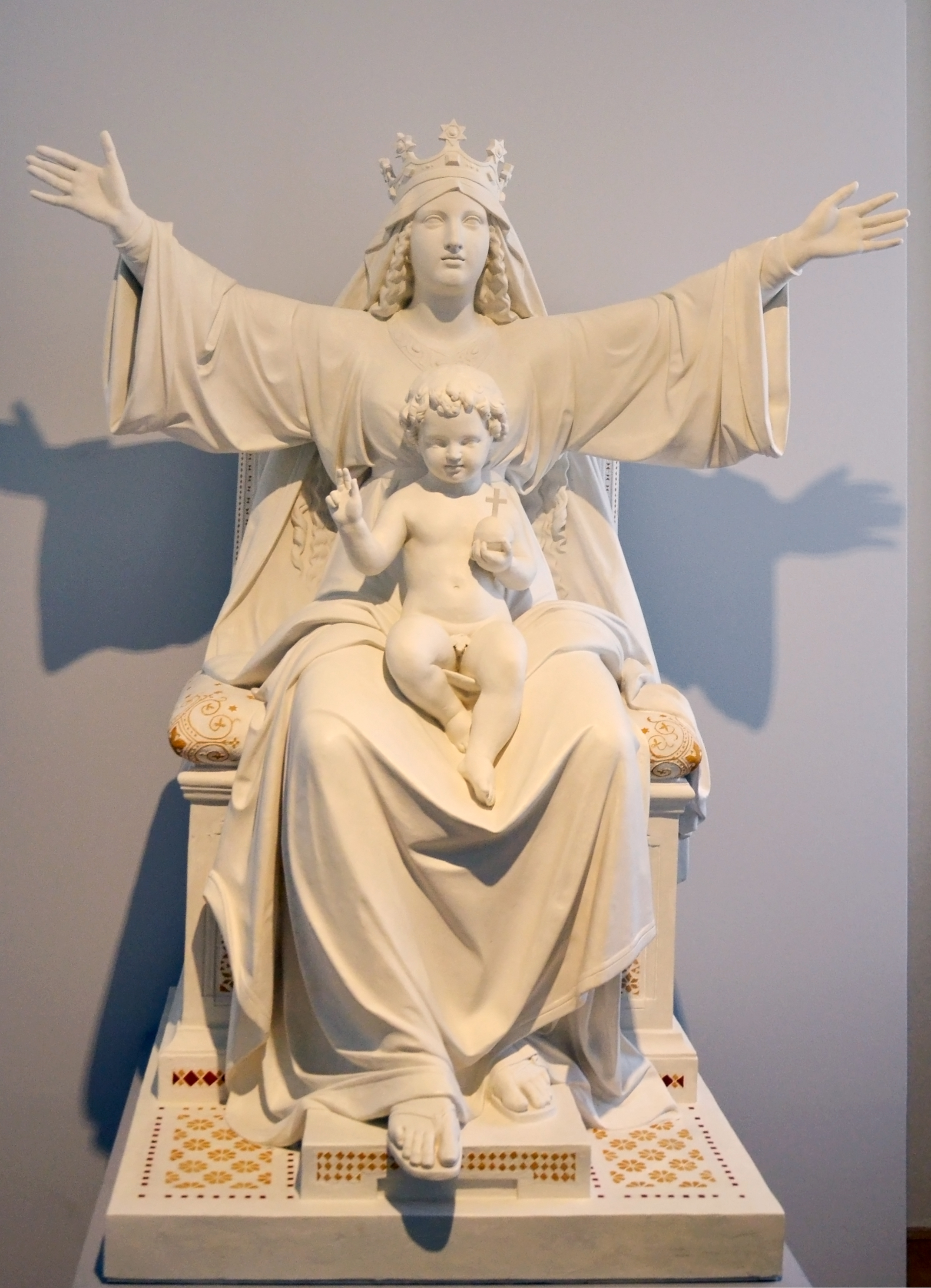
Václav Levý, Madona in Throno 1857 (odlitek)

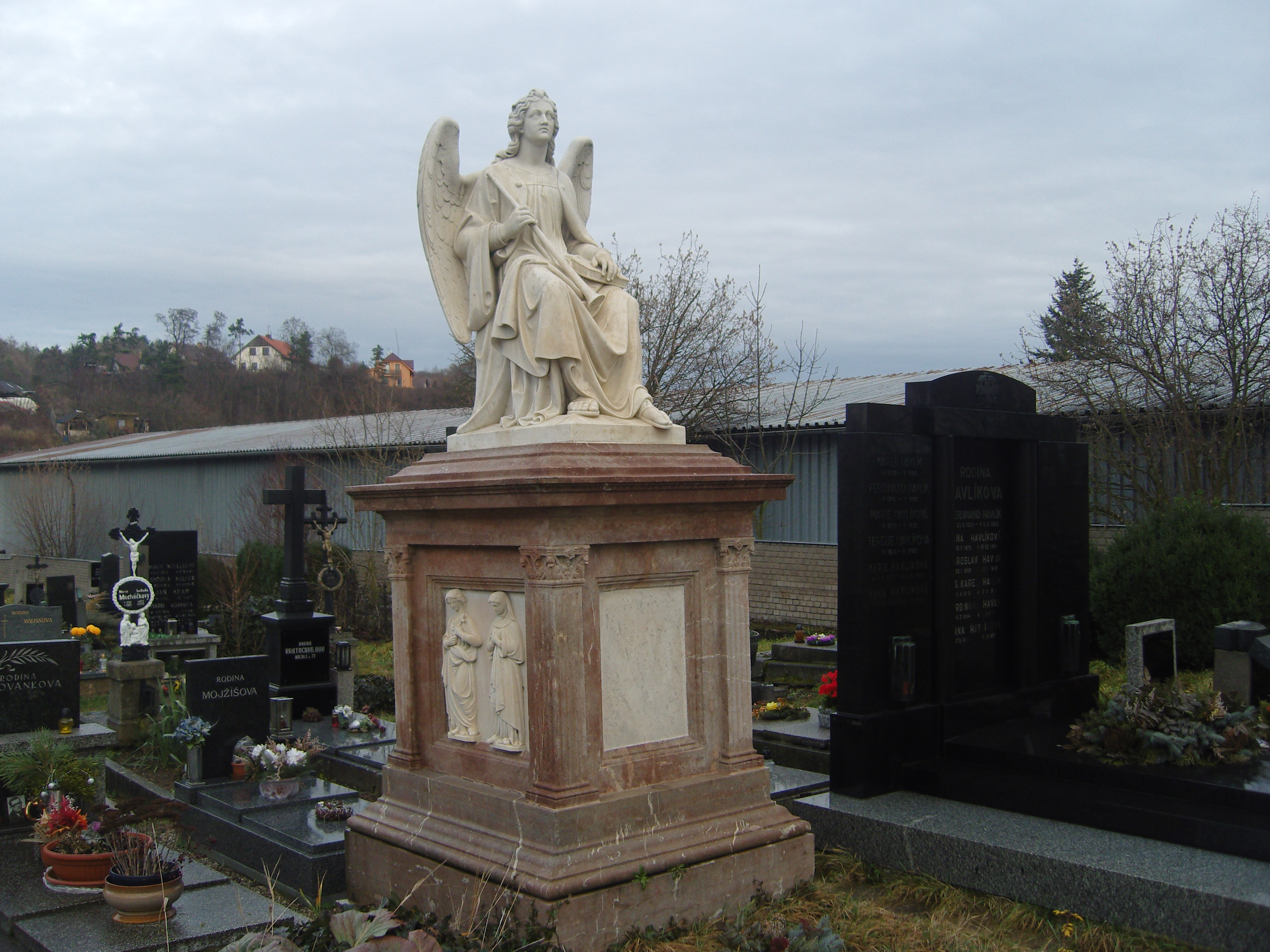
Václav Levý, jeho poslední dílo, Anděl 1869, hřbitov Žebrák

Finanční zhroucení a Veithova náhlá smrt jej připravila v roce 1853 o velkorysého a kultivovaného mecenáše. Přesto se však dokázal prosadit jako individuální sochař a záhy obdržel zakázku na sérii soch pro klášterní a špitální kostel sv. Karla Boromejského milosrdných sester boromejek pod Petřínem. Provinciální poměry v Praze a neustálá nekalá soutěž o nové zakázky (především s bratry Maxovými) jej však přiměla k tomu, aby se v roce 1854 ucházel o Klarovo římské stipendium. Stipendium obdržel a odjel do Říma.
Řím jej okouzlil a opět oživil jeho náboženské vytržení. Římské období se stalo nejplodnější částí jeho života. Naučil se pracovat s mramorem a vytvořil asi tucet plastik a řadu reliéfů. Tvořil zde pro české šlechtice (socha Evy Popelovny z Lobkovic, Madona kněžny Isabelly Thurn-Taxisové), získával zakázky pro Vídeň (busta Františka Josefa I., alegorie Artilerie pro četnická kasárna, sochařská výzdoba Belvederu) a samozřejmě zanechal stopu i v Římě samotném (sochařská výzdoba kostelů Santa Maria dell'Anima, San Clemente). Nejvýznamnějším dílem z Levého římského období je Madona in Throno (Madona na trůnu). Toto dílo neobvyklé kompozice, prodchnuté náboženským vytržením, zaujalo i papeže Pia IX. Socha měla velký ohlas i v Čechách, kde byla roku 1869 její část (busta) určena jako prémie Umělecké besedy a v mnoha sádrových kopiích dodávána do českých škol pro výuku kreslení. Ještě za pobytu v Římě Levý na přání Františka Riegra vypracoval návrh na pomník Josefa Jungmanna v Praze. Realizace pomníku byla nakonec zadána Ludvíku Šimkovi, který upravil původní Levého skicu.
Pro vleklé zdravotní problémy, způsobené hmotným strádáním v Římě, se rozhodl v roce 1867 navrátit zpět do vlasti. Praha jej přijala jako světově uznávaného sochaře a zahrnula jej řadou zakázek včetně výzdoby tympanonu chrámu sv. Cyrila a Metoděje v Karlíně nebo sochařské výzdoby katedrály sv. Víta v Praze. Jeho  posledním dílem byla mramorová socha anděla na hřbitově v Žebráku z roku 1869.
Jaterní choroba, kterou onemocněl v Římě, si však vybrala svou daň a on sám byl schopen osobně ztvárnit pouze malou část zakázek a většinu z nich vytvořil ve spolupráci se svým nejlepším žákem Josefem Myslbekem, se kterým se seznámil již ve Vídni. Po smrti svého přítele  malíře Karla Purkyně žil samotářsky, propadal melancholii a alkoholu. Choroba postupovala a Levý předčasně zemřel 29. dubna 1870.  O tři dny později byl pochován na Vyšehradě do hrobu vedle celoživotního přítele  Karla Purkyně. 

## Významná umělecká díla
- 1841 – Čertovy hlavy – Vytesané hlavy ve skalních útvarech v obci Želízy (pískovec)
- 1845 – Klácelka – reliéfy z cyklu Ferina lišák (pískovec)
- 1848 – Lumír, Mnichov
- 1849 – Adam a Eva (sádra, bronz), Národní galerie v Praze, (sádra) Národní muzeum v Praze
- 1850 – Blaník u Klácelky – postavy českých národních dějin (pískovec)
- 1851 – Had, Harfenice – (pískovec) u Liběchova
- 1853 – Sv. Ferdinand, sv. Anna, sv. Marie Magdaléna, sv. Jan Evangelista (dřevo) pro kostel sv. Karla Boromejského sester boromejek v Praze
- 1854 – sochy pro kostel sv. Karla Boromejského v Resslově ulici v Praze
- 1855 – Busta císaře Františka Josefa I. (mramor), Řím
- 1855 – štuková výzdoba v zámku Ploskovicích a zámecké kaple v Zákupech
- 1857 – Kristus mezi anděly (mramor), Řím
- 1857 – Madona na trůně (mramor), Řím, zvaná též Madona biskupa Strossmayera
- 1858 – Madona na půlměsíci, Národní galerie v Praze
- 1858 – Kristus s Pannou Marií a Martou (mramor), Národní galerie v Praze
- 1861 – Sv. Alžběta Durynská, (carrarský mramor), Kunsthistorisches Museum ve Vídni
- 1864 – Sv. Jakub a 7 reliéfů pro kostel v Poličce
- 1866 – Sv. Anežka Česká (mramor), Votivní kostel ve Vídni
- 1867–1869 – sv. Jakub na hrobce Václava Levého a Karla Purkyně na Vyšehradském hřbitově v Praze
- 1869 – Anděl na pomníku rodiny Feyereislovy (mramor), hřbitov v Žebráce[10]
- 1869 – Sv. Cyril, (pálená hlína) pro chrám sv. Víta v Praze
- 1869 – Sv. Jan Křtitel, (opuka) pro chrám sv. Víta v Praze
- 1866 – 1869 – Adam a Eva, Zvěstování, Kristus se sv. Cyrilem a Metodějem, tympanon portálu farního kostela sv. Cyrila a Metoděje v Praze – Karlíně

## Samostatné výstavy
- 1871 – Umělecká beseda, Praha

## Fotogalerie

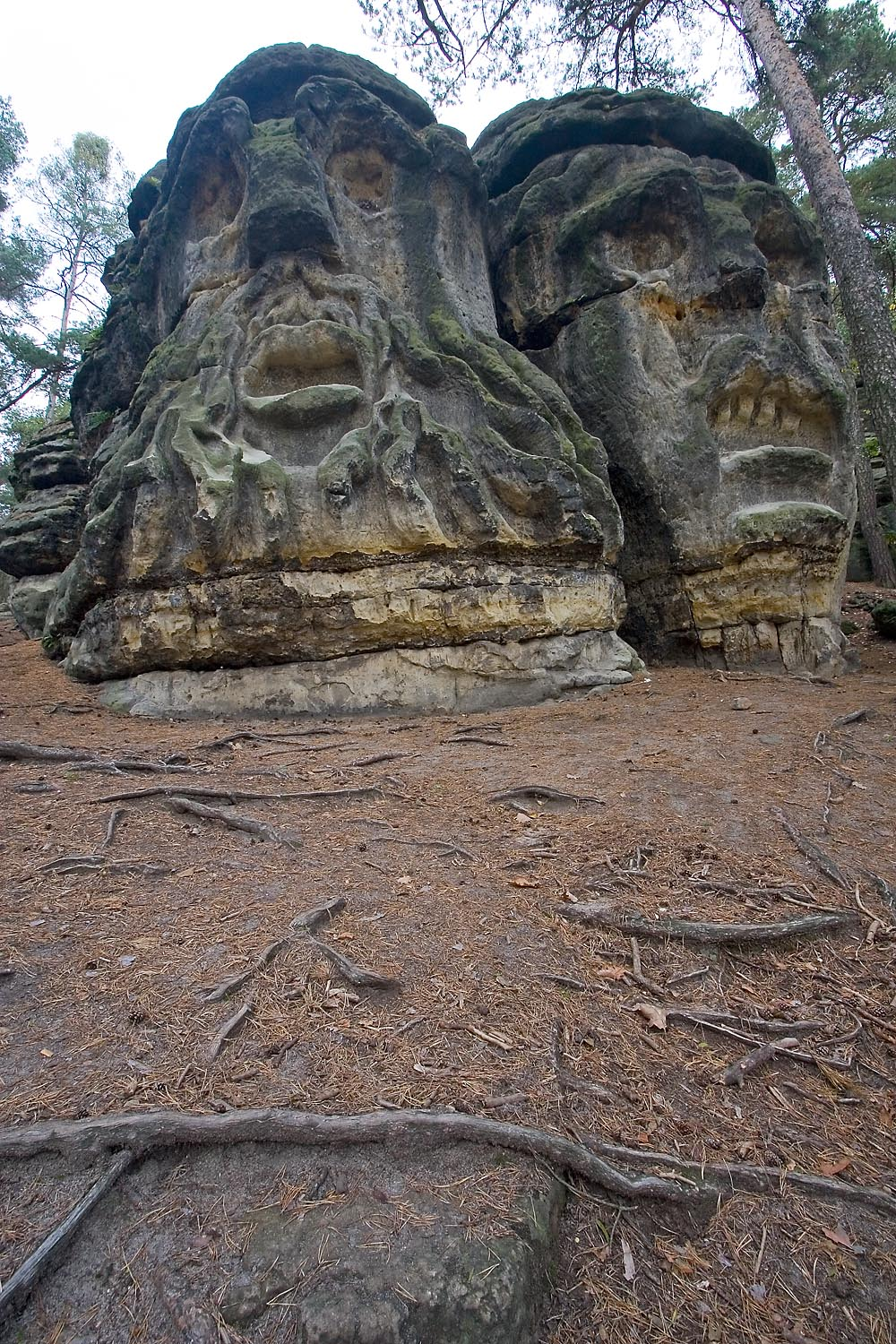
Pískovcové reliéfy Čertovy hlavy
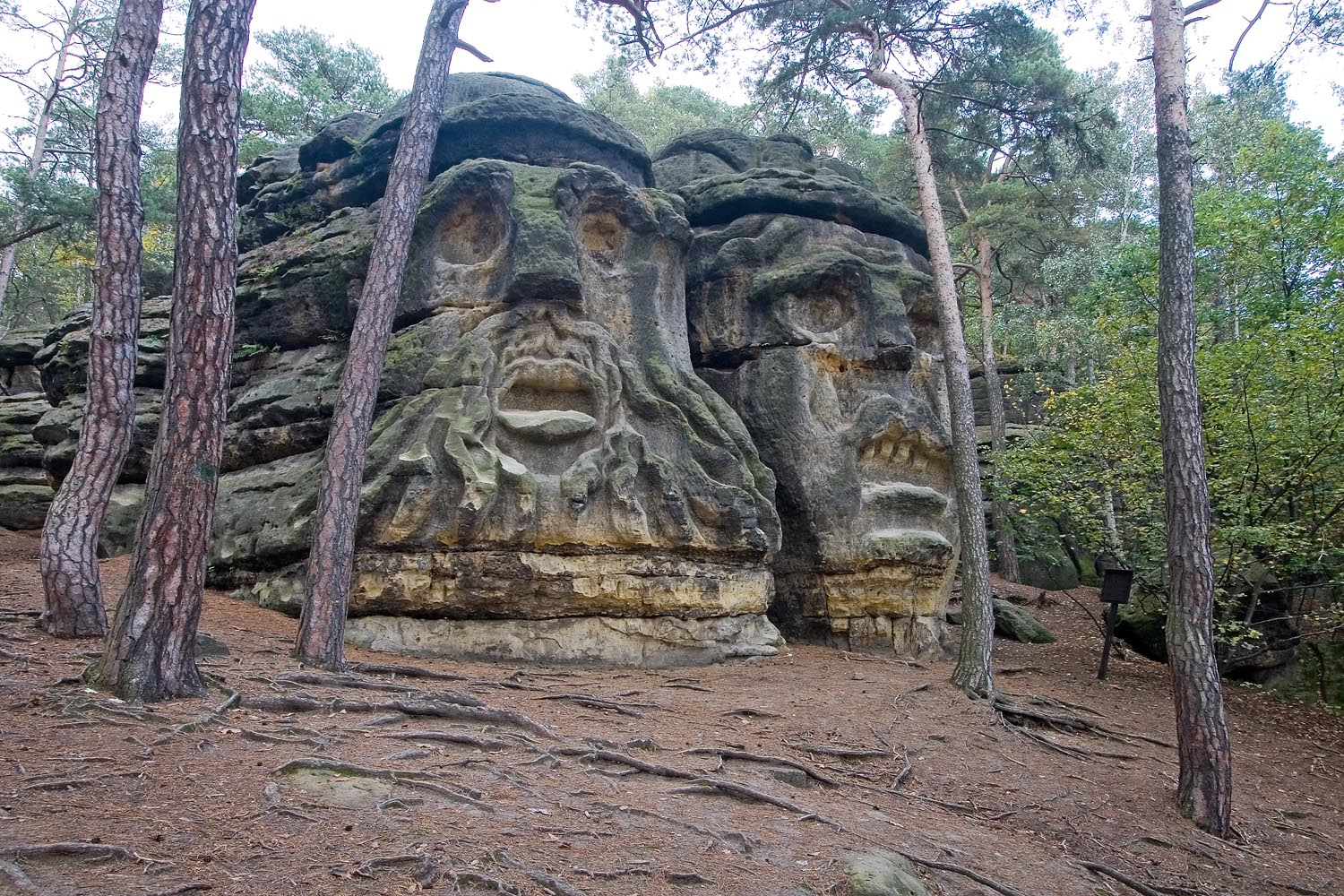
Pískovcové reliéfy Čertovy hlavy
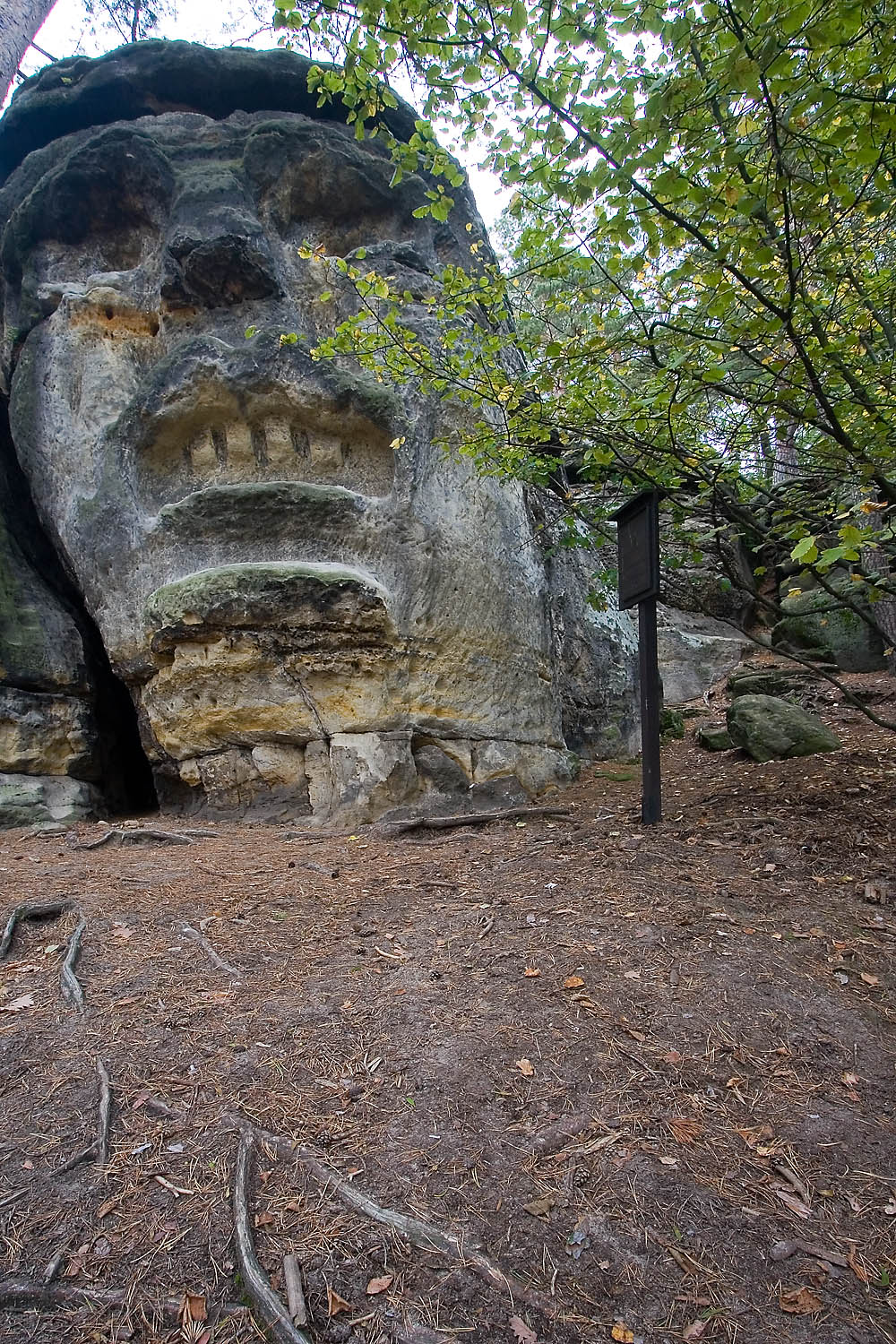
Pískovcové reliéfy Čertovy hlavy
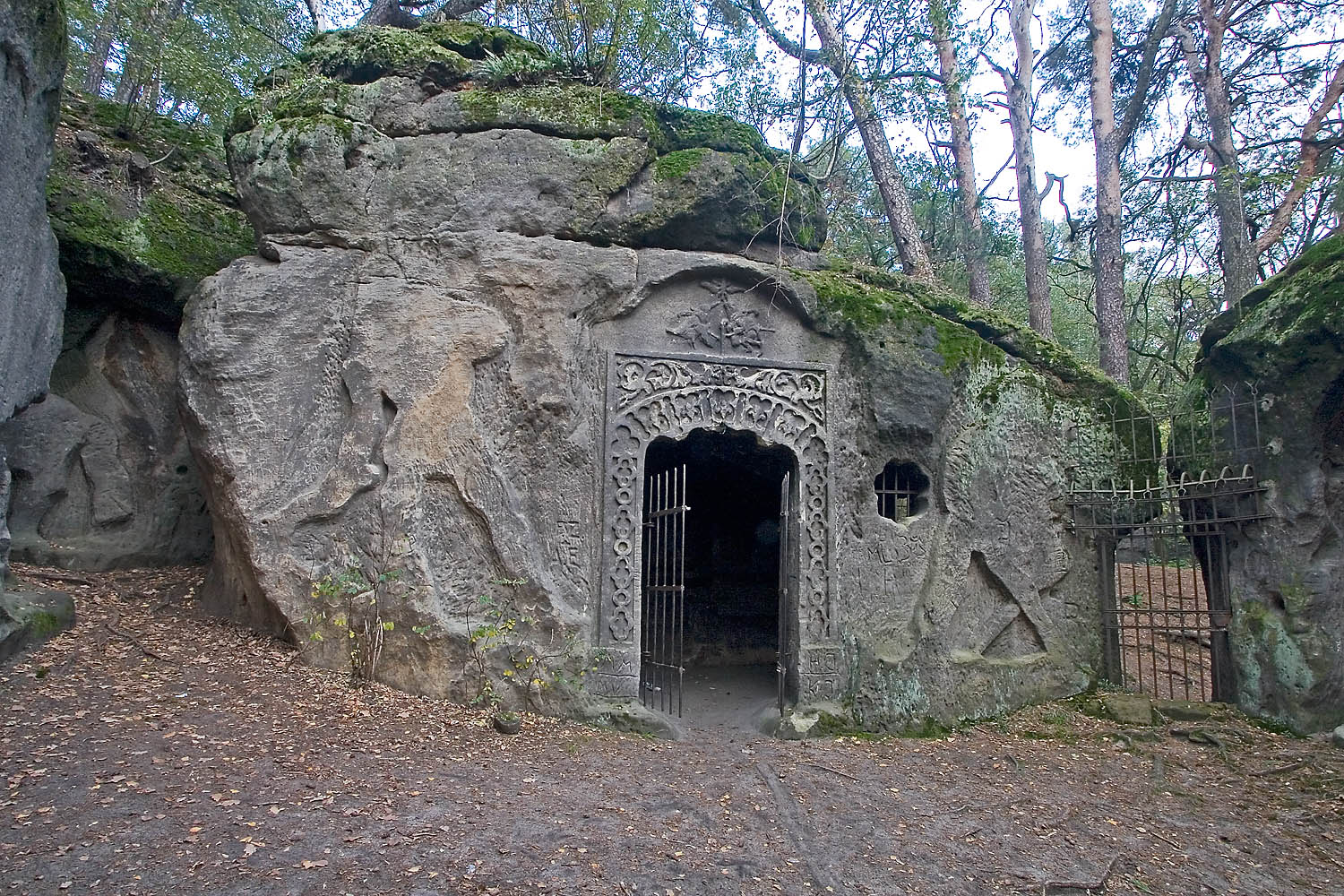
Jeskyně Klácelka
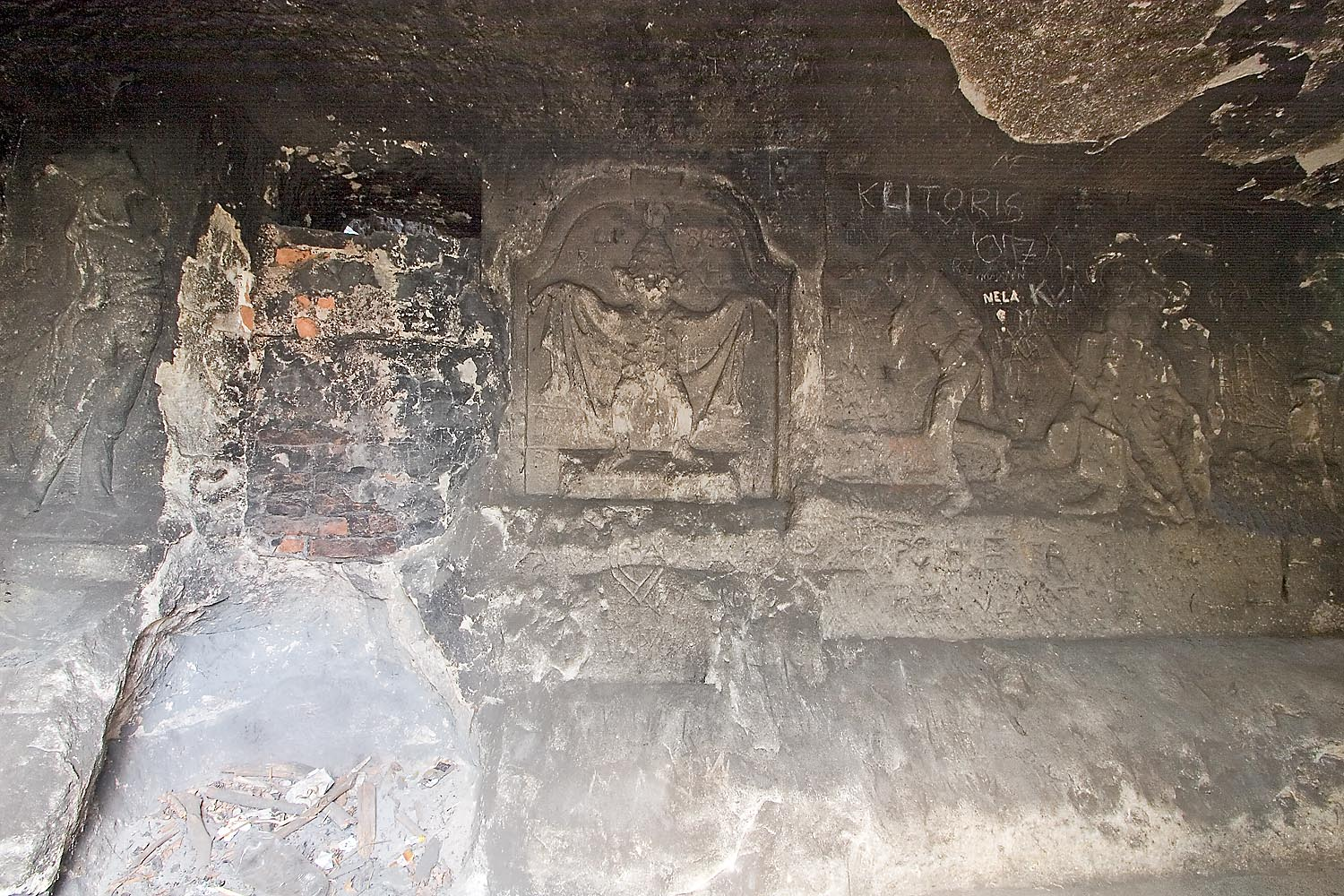
Poškozené reliéfy v jeskyni Klácelka
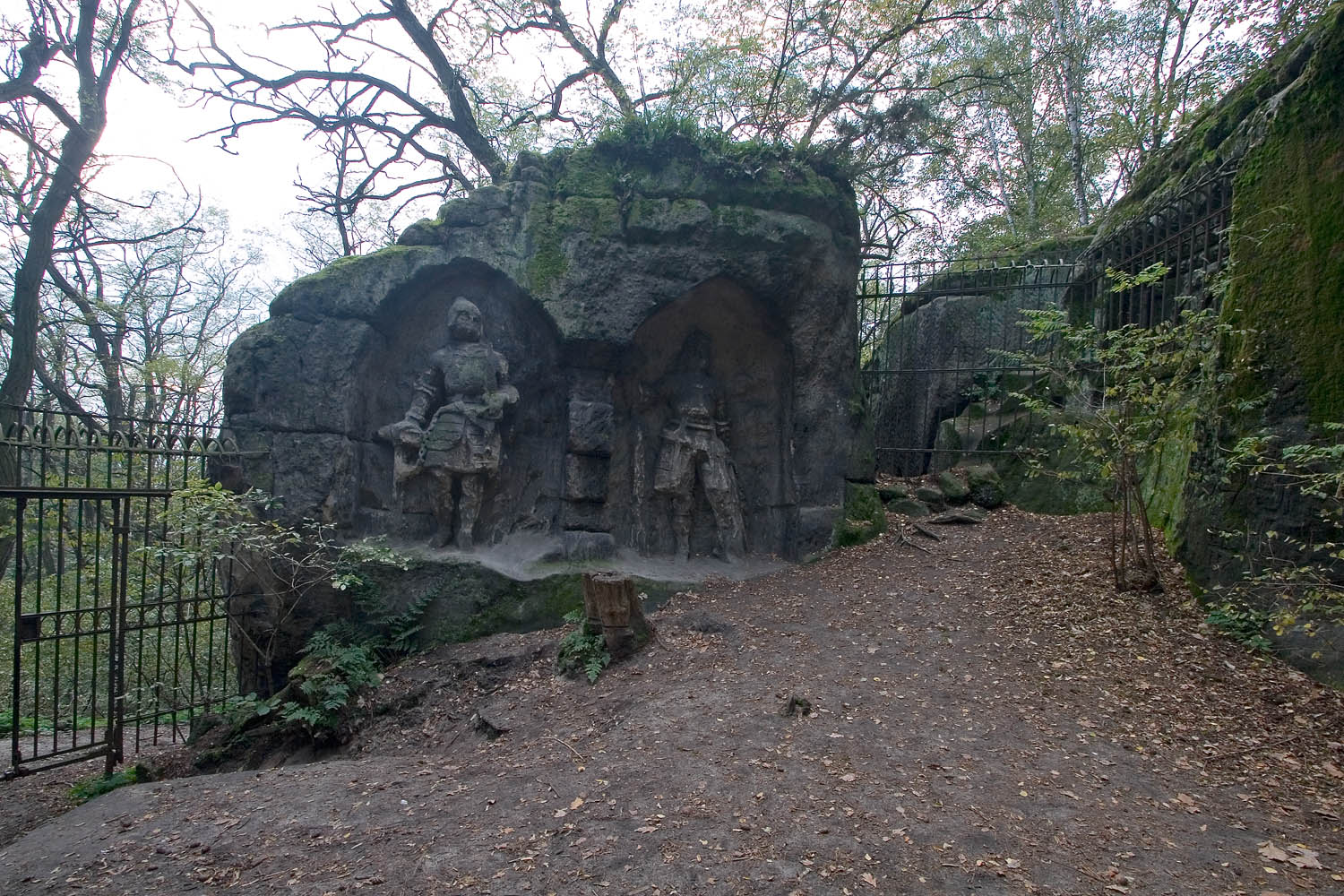
Poškozené reliéfy postav před jeskyní Klácelka
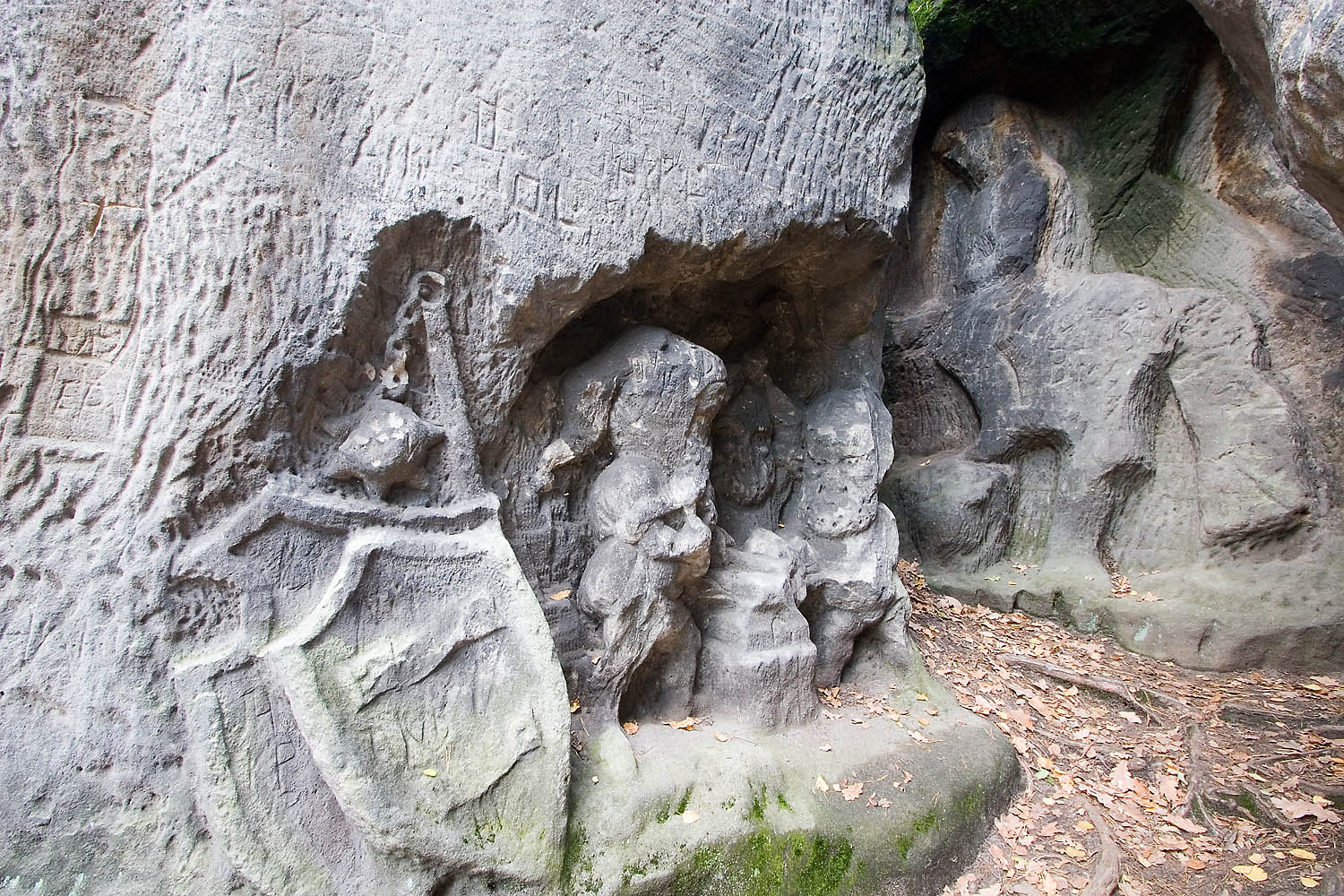
Poškozené reliéfy trpaslíků před jeskyní Klácelka
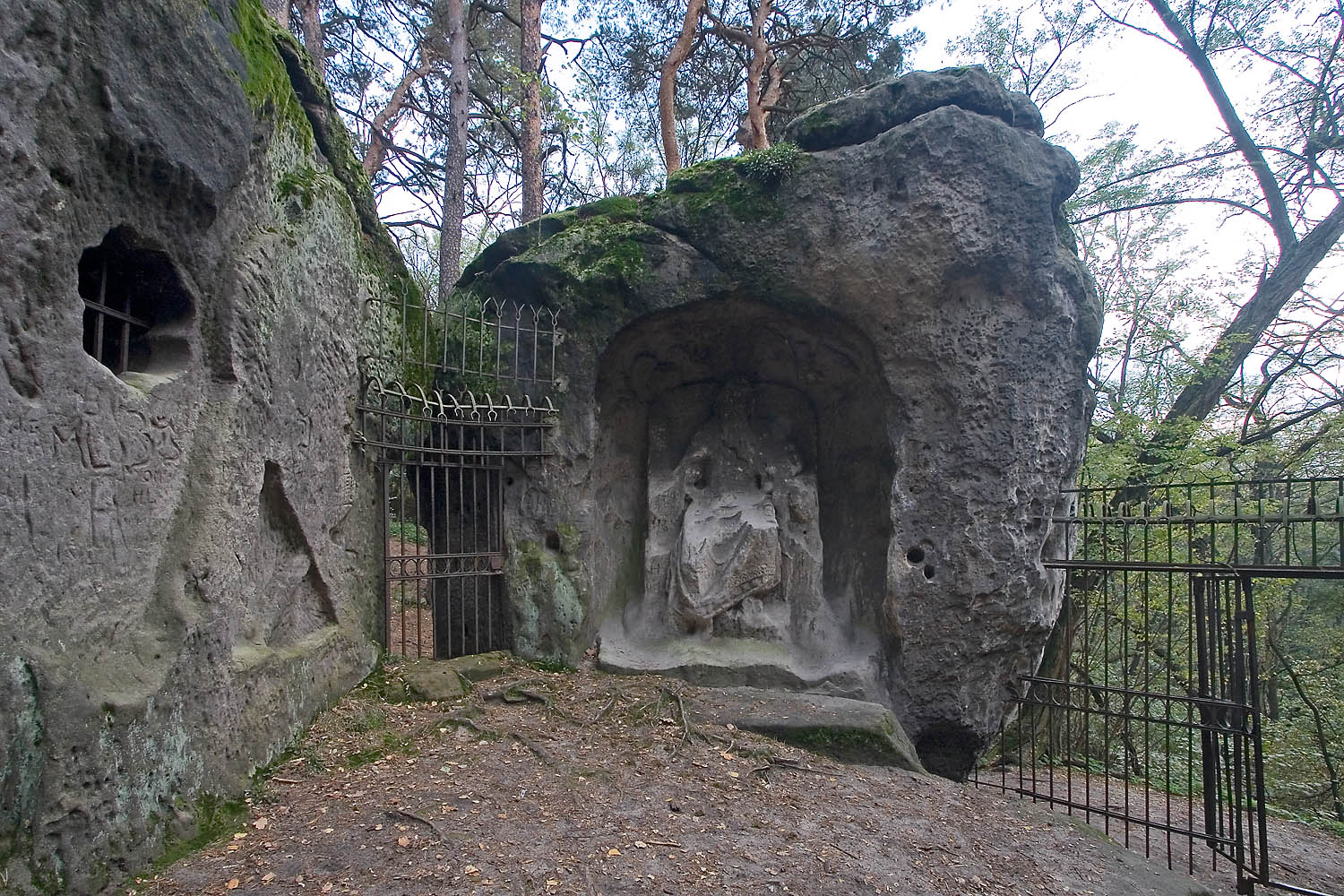
Poškozené reliéfy postav před jeskyní Klácelka